# Pyrénéisme
Vous lisez un « bon article » labellisé en 2024.

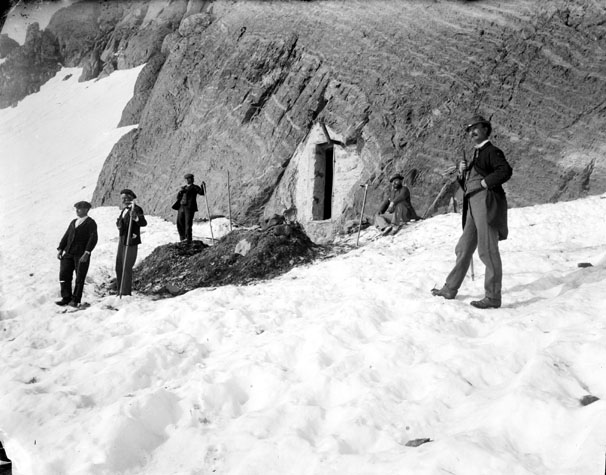
Le comte Henry Russell (au premier plan) et Léonce Lourde-Rocheblave, assis près de l'entrée de la « villa Russell » au Vignemale, accompagnés de leurs guides.

Le pyrénéisme est un mouvement sportif, artistique et littéraire du XIXe siècle consistant à parcourir les Pyrénées afin de réaliser une œuvre en rapport avec l'expérience ressentie dans un but contemplatif, artistique ou scientifique. Ce terme apparaît en 1898 sous la plume de l'érudit Henri Beraldi dans son ouvrage Cent ans aux Pyrénées qui décrit une pratique spécifique de la montagne pyrénéenne : d'après sa définition, « l'idéal du pyrénéiste est de savoir à la fois ascensionner, écrire, et sentir », de sorte qu'il se distingue de l'alpiniste par une approche intellectuelle de la montagne qui dépasse la simple performance physique.
Le mouvement pyrénéiste est communément daté de la publication de l'ouvrage de Louis Ramond de Carbonnières, Observations faites dans les Pyrénées (1789). Connaissant son âge d'or dans la seconde moitié du XIXe siècle avec la génération de la Pléiade, portée par des figures comme le comte Henry Russell ou le géographe Franz Schrader, il est le fait d'un groupe restreint de personnalités de l'élite sociale (aristocratie et haute bourgeoisie) ou intellectuelle, qui se singularise par les efforts qu'il déploie pour mettre en lumière sa pratique.
Le pyrénéisme s'inscrit dans le développement du mouvement romantique en Europe et du tourisme thermal en France et joue un rôle majeur dans la connaissance et la valorisation de la chaîne pyrénéenne que ses membres explorent méthodiquement. Au tournant du XXe siècle, alors que la pratique se tourne vers un plus grand engagement physique et la difficulté technique des voies empruntées, la distinction avec l'alpinisme tend à disparaître.
La mémoire pyrénéiste se met en place dès le premier quart du XXe siècle sous l'impulsion de Louis Le Bondidier, qui fonde le musée pyrénéen de Lourdes en 1921, et se perpétue par une activité éditoriale intense : des maisons d'édition spécialisées proposent régulièrement la publication d'ouvrages et de revues consacrées au phénomène. De nombreux sommets de la chaîne sont nommés en hommage aux pyrénéistes, dont certains reposent au cimetière pyrénéen de Gavarnie.

## Définition
« L'idéal du pyrénéiste est de savoir à la fois ascensionner, écrire, et sentir. S'il écrit sans monter, il ne peut rien. S'il monte sans écrire, il ne laisse rien. Si, montant, il relate sec, il ne laisse rien qu'un document, qui peut être il est vrai de haut intérêt. Si — chose rare — il monte, écrit et sent, si en un mot il est le peintre d'une nature spéciale, le peintre de la montagne, il laisse un vrai livre, admirable. »

— Henri Beraldi, Cent ans aux Pyrénées, 1898.
Telle est la définition originelle donnée par l'inventeur du terme de pyrénéisme, Henri Beraldi. Cependant deux acceptions fort différentes recouvrent le terme et le débat est loin d’être clos. Le Dictionnaire des Pyrénées lui-même ne peut trancher et publie « deux articles traitant de ce même sujet et aboutissant à deux conclusions radicalement opposées ».

### Le pyrénéisme, vision romantique et pratique élitiste de la montagne

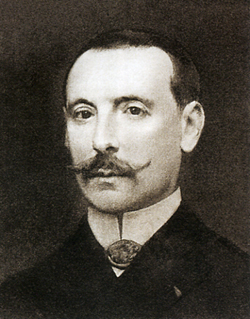
Henri Beraldi (vers 1885), inventeur du terme « pyrénéisme ».

Le terme « pyrénéisme » est forgé en 1898 par l'écrivain mémorialiste Henri Beraldi dans le premier tome de son ouvrage Cent ans aux Pyrénées, qui retrace l'histoire des marches, des ascensions et de la découverte touristique des Pyrénées tout au long du XIXe siècle,. Dès les premières pages, l'auteur affirme que l'idéal pyrénéiste consiste à « savoir à la fois ascensionner, écrire, et sentir ».
L'historien Étienne Bordes soutient que ce triptyque « singularise le pyrénéisme par son ancrage dans une sensibilité romantique, dans l'ethos contemplatif de la découverte du monde d'en-haut », et rassemble un groupe d'hommes et de femmes qui ont « décrit, dessiné, inventorié, popularisé, aménage, exploité parfois le massif pyrénéen ». Pour le géographe Xavier Arnauld de Sartre, le pyrénéisme « vise à distinguer une forme d'identification élective à un lieu et à un groupe social d'une exceptionnelle longévité […] en même temps qu'une activité sportive, artistique et éditoriale intense et originale ». De fait, le pyrénéisme se distingue du tourisme de station et du thermalisme par la difficulté et les risques inhérents à sa pratique. Mais si le pyrénéisme partage le même but que l'alpinisme, à savoir l'escalade de sommets, il possède en plus, selon ses promoteurs, « la passion de la découverte, l'amour de l'art et de la science ». L'une des particularités du pyrénéisme est que la plupart de ses membres ne sont pas pyrénéens, au point que Louis Le Bondidier ironise en 1907 : « Pour devenir pyrénéiste à l'état parfait, il est à peu près indispensable de n'être point né pyrénéen. [..] Le Pyrénéen de naissance est vacciné contre le microbe pyrénéiste ».
Étienne Bordes précise que la défense et l'illustration d'une pratique spécifique de la montagne pyrénéenne « [fait] l'objet d'une lutte symbolique de la part de ses praticiens » qui montrent ainsi leur fidélité et leur attachement aux valeurs et à l'esprit de l'alpinisme des origines tel que le décrit la sociologue Delphine Moraldo. Au tournant du XXe siècle, tandis que l'alpinisme « se corromprait par un usage excessif des muscles, des techniques rocheuses et de la force brute », les pyrénéistes « préserveraient un usage et un regard sur la montagne » dans un but artistique et scientifique qui allie la découverte et le dépassement de soi.
Cette définition historique est celle retenue par Saule-Sorbé dans le Dictionnaire des Pyrénées et par le Dictionnaire de la langue catalane de l’Institut d'Estudis Catalans.

### Une définition réductrice
Le terme « pyrénéisme » est assez peu répandu en dehors du cercle des montagnards et des Pyrénéens, et certains auteurs comme Renaud de Bellefon ou Paul Bessière estiment que l'histoire de ce mouvement n'est pas si différente de celle de l'alpinisme,. Dans le Dictionnaire des Pyrénées Renaud de Bellefon qualifie le pyrénéisme de « fourre-tout dénué de sens » : il y voit « une invention sans autres contenus véritables ». Le pyrénéisme tel que le définit Beraldi ne concernerait donc « qu'une mince frange des usages et des usagers de la montagne », cependant qu'elle rassemble des individus issus de plusieurs générations dont les conceptions peuvent être différentes, voire antagonistes.
Ainsi, Étienne Bordes considère comme réductrice la définition première du pyrénéisme, dans la mesure où elle suppose que l'approche savante et sensible de la course en montagne ne se retrouve pas dans d'autres lieux. Il la présente comme « le produit d'une forme d'ethnocentrisme aristocratique dont Henri Beraldi se fait le scribe ». De fait, le pyrénéisme se construit autour d'un groupe restreint d'individus, une élite ascensionniste qui se distingue tant par l'origine sociale de ses membres et la rupture qu'ils créent avec les pratiques antérieures de la montagne, que par « l'effet d'entre-soi prolongé » qu'ils mettent en place par des réseaux de correspondance et de revues, ou encore la constitution de clubs.
Cette seconde définition est celle retenue par le Trésor de la langue française informatisé, l’Office québécois de la langue française et par le Dictionnaire de la langue espagnole édité par l'Académie royale espagnole. Le terme de pyrénéisme est en revanche absent des dictionnaires français Robert et Larousse,. Quant au terme d'« alpinisme », il est apparu en français dans les années 1870 et est utilisé de façon générique quel que soit le massif, en dépit de quelques mots de localisation plus spécifiques : himalayisme, andinisme et pyrénéisme.

### La question de la première

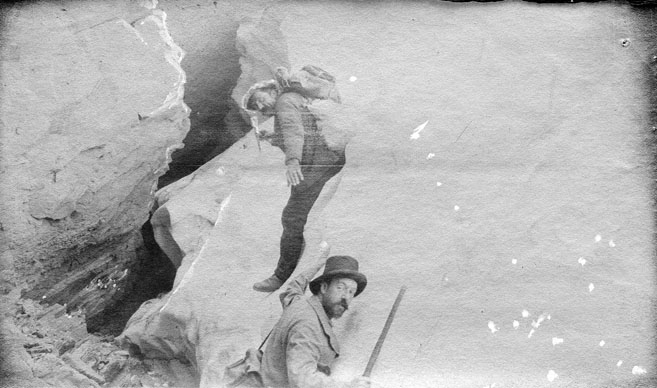
Félix Régnault et le guide Henri Passet à l'échelle de Tuquerouye en octobre 1892.

La question de la première ascension soulève parfois de vifs débats lorsqu'il s'agit d'acter à qui revient l'honneur d'être le premier.
La nature même des Pyrénées, massif d'altitude moyenne et pratiquement dénué de zones glaciaires, rend la plupart de ses sommets facilement accessibles et la chaîne constitue « un espace de transport et de mobilité de premier ordre » depuis de nombreux siècles. Fréquentées depuis le néolithique par les troupeaux et leurs bergers, plus tard par des douaniers, des contrebandiers, des colporteurs ou des militaires, les Pyrénées et leurs cols enregistrent « des flux incessants de voyageurs ». Du XVIe siècle au XVIIIe siècle, des chemins sont aménagés pour faciliter le transport de denrées ou de matériaux, comme au port de Venasque ou au port de la Pez, mais la plupart des sentiers de montagne ne sont que sommairement balisés au moyen de cairns et leur connaissance fine n'est permise qu'aux initiés. Cette pratique utilitaire de la montagne les conduit parfois à en gravir les sommets, de sorte que la question de la première ascension, revendiquée plus tard par les pyrénéistes, peut être mise en doute. À titre d'exemple, quand Charles Packe arrive au sommet du Balaïtous en 1864, il découvre la présence d'une tourelle de signalisation aménagée par l'homme : il s'agit de l'œuvre des officiers géodésiens Pierre Peytier et Paul-Michel Hossard qui en ont fait l'ascension en 1825 au cours d'une mission de triangulation de la zone frontière.
Pour Étienne Bordes, c'est en raison de la fonction utilitariste et de l'absence de communication littéraire que cet exploit est tombé dans l'oubli pendant plusieurs décennies : ainsi, « l'effort physique ne compte pleinement qu'avec l'intellectualisation littéraire ». La première ascension est donc parfois attribuée à celui qui s'en dit l'auteur et la revendique par la publication de livres ou d'articles, de sorte que c'est le touriste-écrivain pyrénéiste qui en est reconnu comme l'inventeur et non les guides qui l'ont conduit ou les bergers qui n'ont laissé d'autres traces que quelques pierres au sommet.

## Histoire

### Chronologie
L'histoire du pyrénéisme s'étale sur un peu plus de cent ans. Elle commence à la fin du XVIIIe siècle, lorsque les Pyrénées commencent à tirer profit du développement du thermalisme moderne et de la construction de nouveaux axes routiers pour recevoir des usagers plus fortunés, et s'achève au début du XXe siècle, lorsque de nouvelles pratiques de la montagne se diffusent, comme le ski ou la recherche d'ascensions marquées par la difficulté. Entre ces deux jalons, le XIXe siècle pyrénéen est le fait d'un petit groupe d'individus résolument élitaire, aristocrate et bourgeois, qui se singularise par les efforts qu'il déploie pour valoriser sa pratique. Moins hautes que les Alpes, aux sommets relativement faciles d'accès et parfois déjà fréquentés, les Pyrénées apparaissent alors comme un massif dominé, un « lieu secondaire de l'espace européen » en matière d'alpinisme, de sorte que ces individus cherchent à légitimer leur fréquentation assidue de ce massif par d'autres facteurs d'attractivité que la seule conquête des hautes cimes.

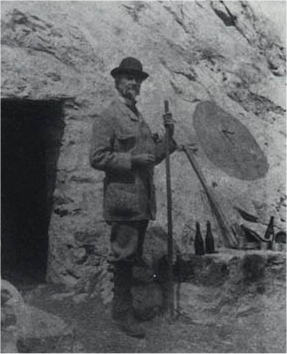
Henry Russell devant l'entrée d'une des grottes « Bellevue ».

Si le mémorialiste Henri Beraldi est le premier, au tournant du XXe siècle, à dresser un inventaire de ces figures du XIXe siècle pyrénéen, ce sont les pyrénéistes eux-mêmes qui, par leur abondante production littéraire, retracent l'histoire de leur propre groupe. En 2024, Étienne Bordes entreprend une première « biographie collective pyrénéiste » qui entend « tracer les contours de cette élite ascensionniste pour distinguer les pyrénéistes au milieu des autres montagnards ».
Dans Cent ans aux Pyrénées, Beraldi distingue trois périodes du pyrénéisme : l'histoire ancienne avec Louis Ramond de Carbonnières, l'âge moyen avec Vincent de Chausenque et l'ère moderne avec Henry Russell. Un siècle plus tard, l'historien Étienne Bordes conserve ce découpage en trois périodes mais en déplaçant les bornes chronologiques. Il rapproche ainsi les deux premiers âges décrits par Beraldi en qualifiant de pionniers ces premiers arpenteurs du massifs, entre la fin du XVIIIe siècle et le milieu du XIXe siècle, puis distingue les représentants de l'âge d'or du pyrénéisme, dans le seconde moitié du XIXe siècle, ceux que Beraldi regroupait sous le terme de « Pléiade », des nouveaux acteurs de la montagne qui se tournent à la fin du XIXe siècle vers un pyrénéisme de difficulté, moins empreint de littérature que d'exploit physique ou technique.

### Les premiers pyrénéistes (des années 1780 aux années 1840)
« Les Pyrénées n'existent que depuis cent ans. Elles sont « modernes ». Les Pyrénées ont été inventées par Ramond. »

— Henri Beraldi, Cent ans aux Pyrénées, 1898

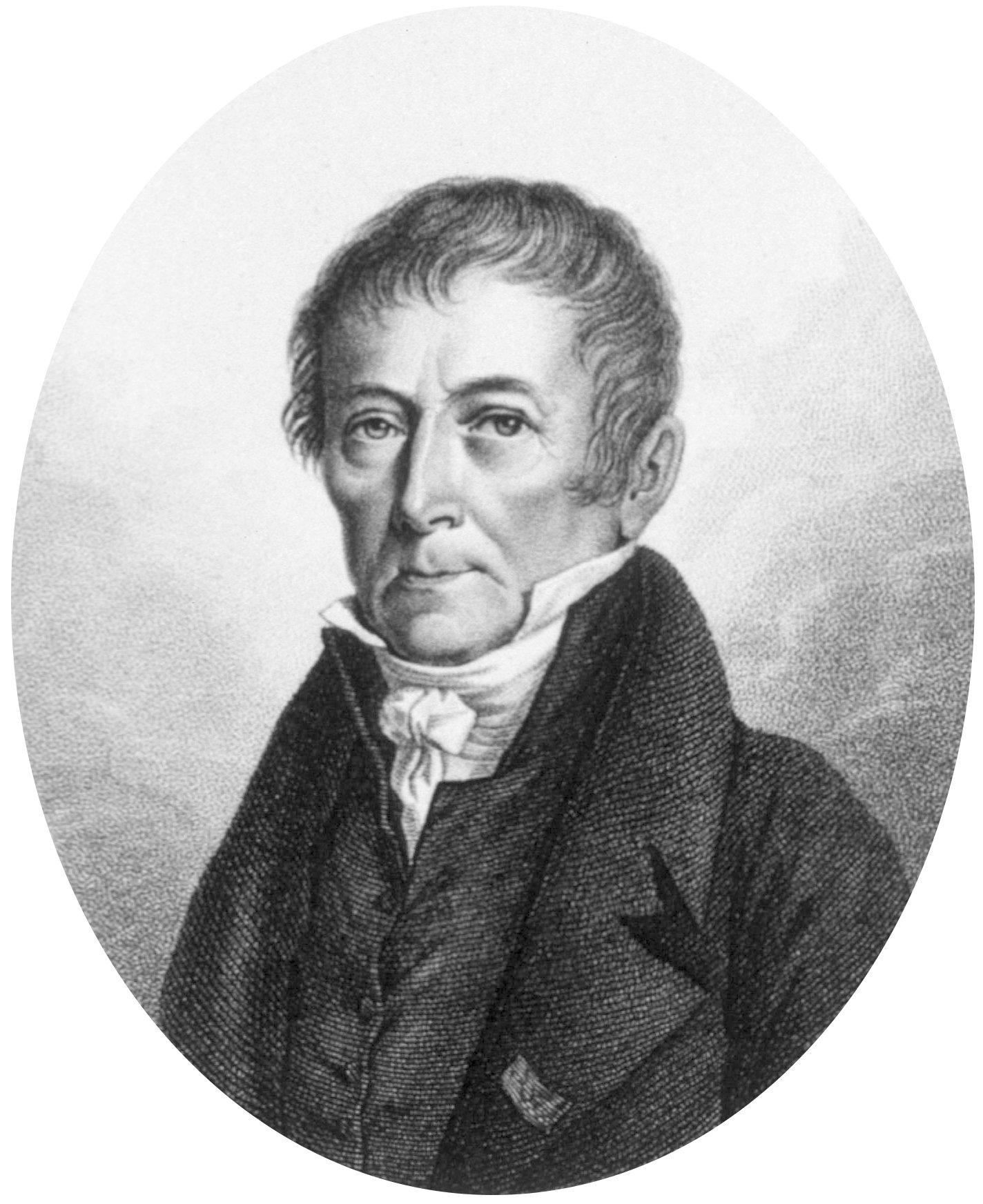
Louis Ramond de Carbonnières, l'inventeur des Pyrénées.

Selon Étienne Bordes, « la première génération des pyrénéistes inaugure et expérimente les nouvelles représentations et pratiques de la montagne qui fleurissent dans le monde des élites européennes de la fin du XVIIIe siècle. Ses membres allient la découverte, l'ascension et l'écriture en important dans les Pyrénées les normes émergentes de l'alpinisme européen ». Mais pour cette première génération, il n'est pas encore question d'une conscience pyrénéiste ni de spécificité réelle à l'exploration de ce massif. L'expérience pyrénéenne n'est qu'une étape dans un parcours plus large, y compris pour Louis Ramond de Carbonnières, souvent considéré comme « l'inventeur des Pyrénées » : ce dernier publie ses Observations sur les Alpes en 1777, dix ans avant son premier séjour dans les Pyrénées.

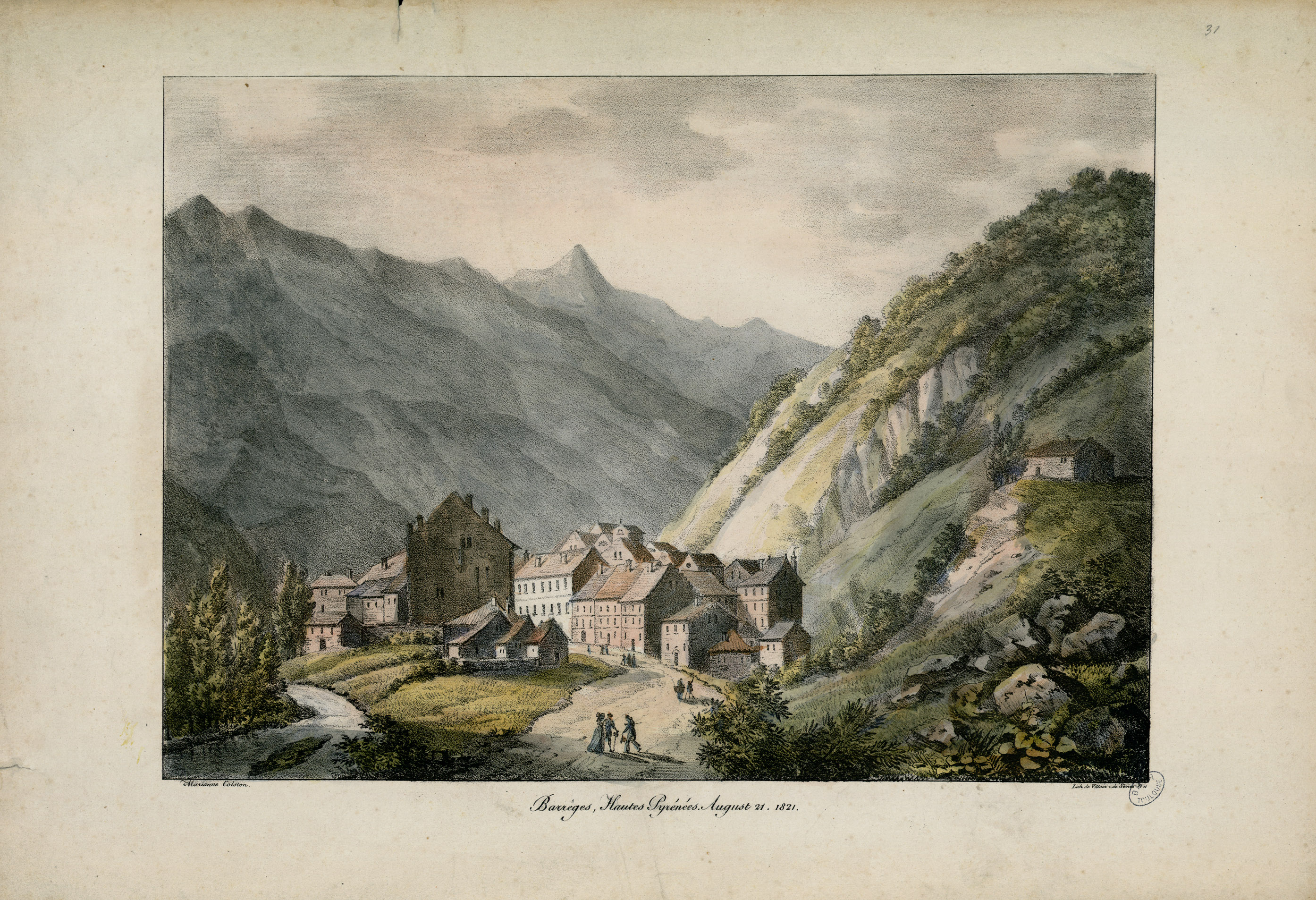
Vue de Barèges en 1821 par Marianne Colston.

D'une manière générale, il n'est pas question pour ces premiers pyrénéistes d'explorer méthodiquement la chaîne pyrénéenne : seuls Louis Ramond de Carbonnières et Vincent de Chausenque multiplient les ascensions et s'investissent durablement dans la découverte des Pyrénées. Pour les autres individus de ce groupe, l'expérience pyrénéenne s'étend rarement au-delà d'un séjour à dessein scientifique ou « d'une seule grande course initiatique », menée avec des guides expérimentés. Mais leur production littéraire tout autant que leur sociologie suffit à les distinguer des « fréquentations profanes d'un public de touristes-curistes qui se contente d'ascensions plus modestes et balisées ».

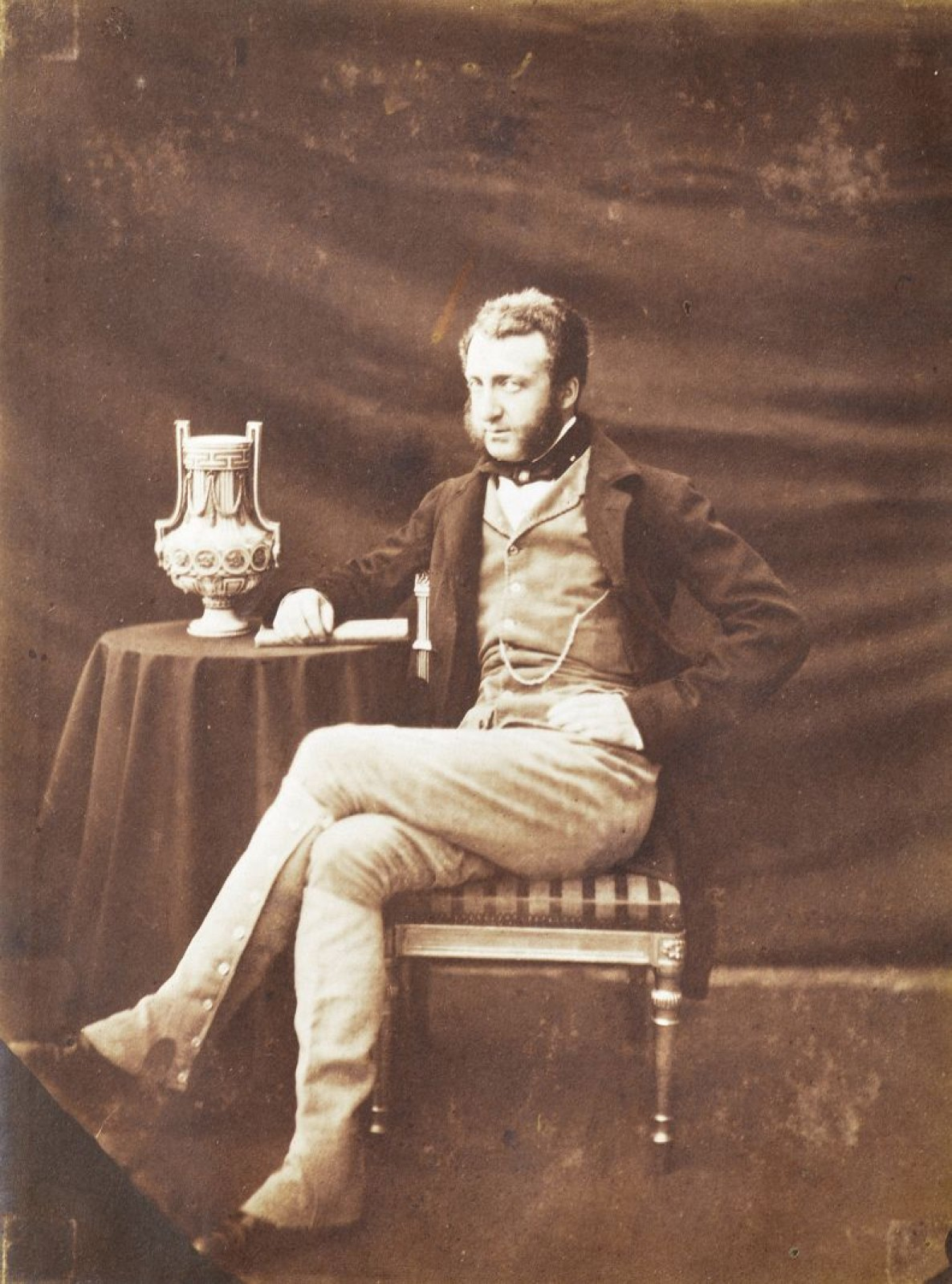
Le duc de Nemours en 1852.

Étienne Bordes recense une trentaine d'individus qui peuvent être rassemblés dans cette première génération de pyrénéistes, dont la majorité sont des aristocrates, qu'ils soient membres de la petite noblesse d'Ancien Régime et du Premier Empire ou de la haute aristocratie française et européenne, à l'image de Louis d'Orléans, duc de Nemours qui réalise la première ascension du pic Long en 1846, ou encore Napoléon Joseph Ney, prince de la Moskowa et auteur de la deuxième ascension du Vignemale en 1838. Les autres membres de ce groupe informel possèdent, eux aussi, une position importante dans la société grâce à leur fonction politique ou leur profession, qu'ils soient hauts fonctionnaires, militaires ou exerçant un métier conditionné par la réussite d'études supérieures. Dans leur grande majorité, les premiers pyrénéistes proviennent d'un milieu urbain et essentiellement lettré. À l'exception d'Anne Lister, les Britanniques sont absents de ce groupe : cela tient en grande partie du fait que les sommets pyrénéens n'atteignent pas le seuil d'admission à l'Alpine Club fixé à 13 000 pieds, soit 3 965 mètres. De même, les élites locales sont absentes de ce recensement, seuls quatre de ses membres étant nés dans un département voisin de la chaîne. À ce titre, la concurrence que se livrent Armand d'Angosse et Henri d'Augerot pour être le premier Béarnais au sommet du pic du Midi d'Ossau est singulière. Le prestige d'une telle conquête se double alors d'une rivalité économique et politique entre leurs deux familles.
Ainsi, « par son lieu de naissance éloigné de la chaîne, sa sociologie, sa formation, sa profession, ses fonctions politiques et scientifiques », Louis Ramond de Carbonnières constitue selon de nombreux auteurs « l'idéal-type de cette génération ». C'est à l'occasion d'une cure estivale à Barèges qu'il découvre les Pyrénées en 1787. Ce premier séjour nourrit l'écriture des Observations faites dans les Pyrénées, publiées au printemps 1789. Élu député de Paris en 1791, il se réfugie dans les Pyrénées l'année suivante pour échapper à la Terreur. Dès lors, il poursuit une entreprise d'exploration méthodique de la chaîne, cependant qu'il enseigne à l'École centrale de Tarbes de 1796 à 1800. Son champ d'étude recouvre de nombreux domaines comme la géologie, l'histoire naturelle, la botanique ou l'ethnologie. Il atteint notamment le sommet du Mont Perdu en 1802. Nommé préfet du Puy-de-Dôme en 1806, il s'installe en Auvergne et poursuit ses recherches dans le Massif Central. En associant les lettres et les sciences, l'idéal de connaissance des Lumières et l'esprit romantique, Louis Ramond de Carbonnières adopte dans les Pyrénées la même approche que le naturaliste Horace Bénédict de Saussure dans le massif du Mont-Blanc.

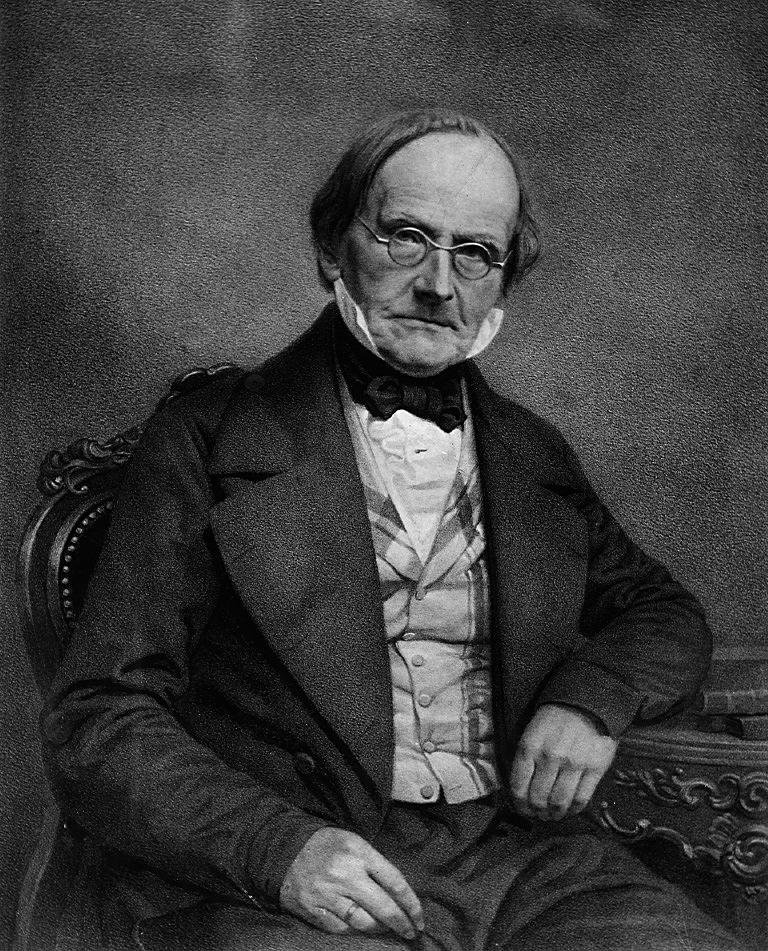
Jean de Charpentier étudie la géologie pyrénéenne.

Plusieurs pyrénéistes de la première génération correspondent avec Ramond et partagent certains de ses camps de base (Barèges, Bagnères-de-Bigorre ou Cauterets), à l'image des naturalistes Jean de Saint-Amans et Léon Dufour, ou encore le géologue Henri Reboul qui identifie l'Aneto comme le point culminant de la chaîne. D'autres hommes de sciences comme François Pasumot, Jean de Charpentier ou Pierre Cordier découvrent les Pyrénées après les Alpes et tentent de comprendre l'agencement géologique du massif.
En 1825, Pierre-Toussaint de la Boulinière, secrétaire général de la préfecture des Hautes-Pyrénées, publie à l'issue d'une enquête statistique sur son département un Itinéraire descriptif et pittoresque des Hautes-Pyrénées françaises, qui peut être considéré comme le premier guide pour le cœur du massif. Quelques années plus tôt, en 1807, le botaniste suisse Augustin-Pyramus de Candolle effectue une traversée d'est en ouest pour recenser la flore pyrénéenne. Cette traversée, comme celle du naturaliste Friedrich Parrot dix ans plus tard, comptent parmi les premiers exemples documentés de randonnée itinérante à travers la chaîne.

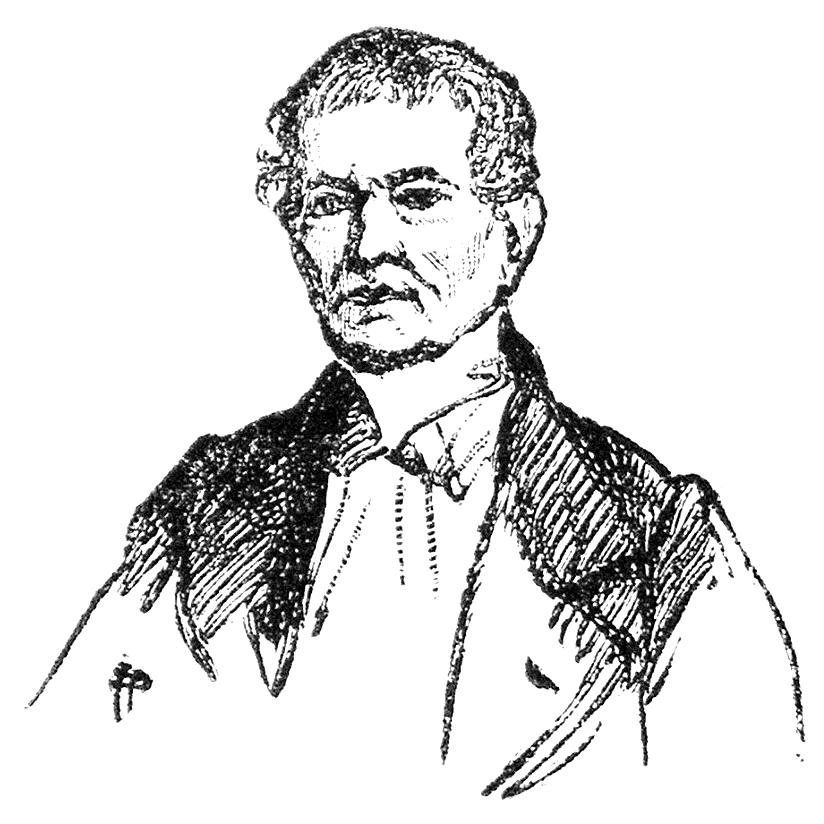
Vincent de Chausenque est le premier à s'engager dans une quête sommitale.

Comme le souligne Étienne Bordes, le parcours de Vincent de Chausenque « illustre le premier cas d'un investissement sur le temps long des Pyrénées et un des premiers cas de désir pleinement assumé d'exploration et de conquête sommitale ». Comme Ramond, qu'il rencontre quelques années plus tard, c'est à l'occasion d'une cure thermale qu'il rencontre les Pyrénées en 1804. Quatre ans plus tard, il prend son congé de l'armée dans le but de s'engager pleinement dans l'expérience de la montagne. Il s'établit définitivement dans les Pyrénées en 1822 et multiplie les premières ascensions, comme celle du pic de Ger en 1829 ou du pic de Néouvielle en 1847. En 1834, il publie Les Pyrénées ou voyages pédestres dans toutes les régions de ces montagnes, un ouvrage qui sert de guide à de nombreux autres pyrénéistes.
La conquête de sommets pyrénéens encore vierges attire de plus en plus d'ascensionnistes qui font appel aux meilleurs guides pour revêtir la gloire de la première ascension. Au-delà de l'exploit physique, la publication littéraire tient un rôle majeur dans la primauté de la conquête. À ce titre, l'exemple du Vignemale est le plus éclairant. Durant l'été 1838, l'exploratrice anglaise Anne Lister, première femme au sommet du Mont Perdu en 1830, veut être la première touriste à en faire l'ascension. Elle s'entoure des guides Jean-Pierre Charles, Jean-Pierre Sajous, Bernard Guilhambet et Henri Cazaux. Ces deux derniers, ayant repéré l'itinéraire l'été précédent, cherchent à vendre l'exclusivité de la conquête au client le plus offrant. Le 7 août, l'expédition Lister atteint la Pique Longue, point culminant des Pyrénées françaises. Mais l'exclusivité du sommet a été également promise à Napoléon Joseph Ney, prince de la Moskowa, un client de prestige. Le 11 août, accompagnés des mêmes Cazaux et Guilhambet, il atteint le Vignemale où les guides ont effacé toute trace du passage d'Anne Lister. Dans les jours qui suivent, le prince de la Moskowa publie le récit de son ascension dans la Revue des Deux Mondes. Apprenant la supercherie, Anne Lister fait signer à ses guides un certificat attestant la primauté de son ascension, mais l'impact de la publication littéraire tout autant que la disparition soudaine de l'exploratrice anglaise deux ans plus tard laissent longtemps l'équivoque sur l'identité du véritable vainqueur du Vignemale.
Le 20 juillet 1842, l'Aneto, point culminant de la chaîne, est vaincu par le militaire russe Platon Tchikhatchov et le botaniste français Albert Belhomme de Franqueville, accompagnés des guides Pierre Sanio, Pierre Redonnet, Jean Sors et Bernard Arrazau.

### La «Pléiade» (des années 1850 aux années 1880)
Le mémorialiste Henri Beraldi donne rétrospectivement le nom de « Pléiade » à la deuxième génération de pyrénéistes qui, selon Étienne Bordes, « fait œuvre de codification, fixe une grammaire de l'ascension, écrit, crée par la fondation de revues et d'associations un moyen de réguler l'émergence d'une pratique quasi professionnelle ». Ce dernier résume l'éthique de ce groupe par quatre termes : marcher, explorer, connaître et partager. Les pyrénéistes de la Pléiade, qui cherchent à promouvoir une pratique spécifique de la montagne pyrénéenne, systématisent et intensifient leurs explorations, valorisent « à la fois l'endurance et l'excellence physique, un certain esprit de découverte et d'aventure, une volonté de connaître les choses et les gens, une entreprise de partage par l'écrit et les lieux de ces expériences ».

Pyrénéistes de la Pléiade.
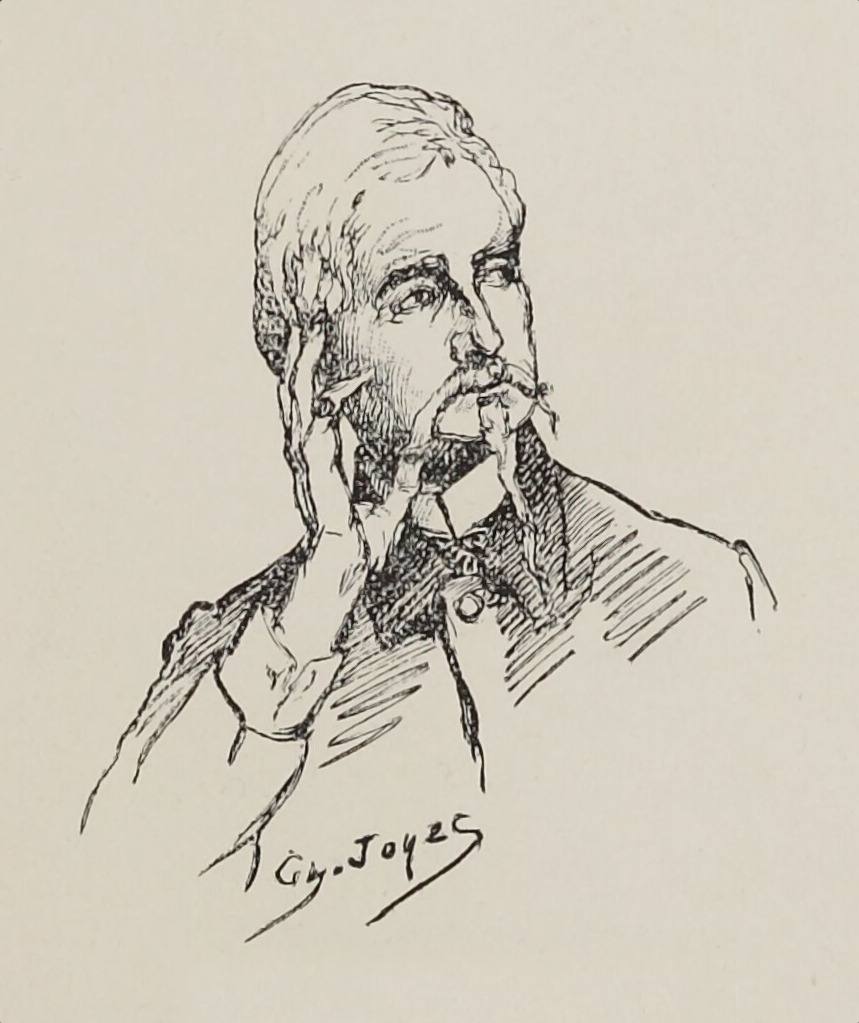
Henry Russell.
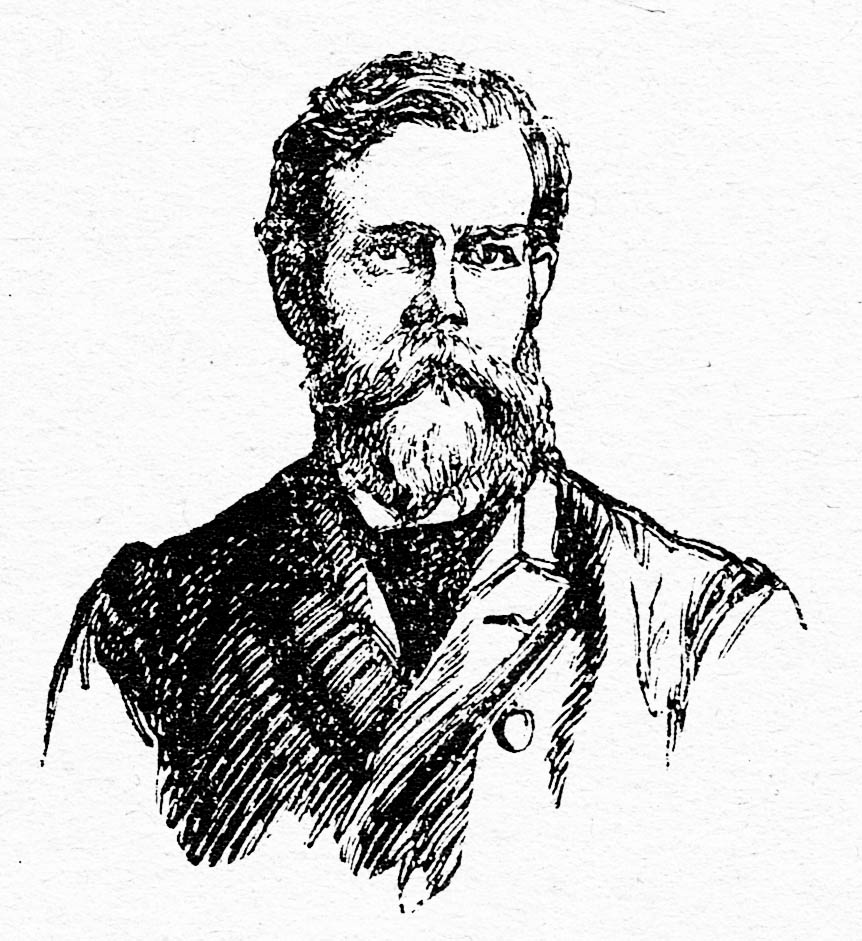
Franz Schrader.
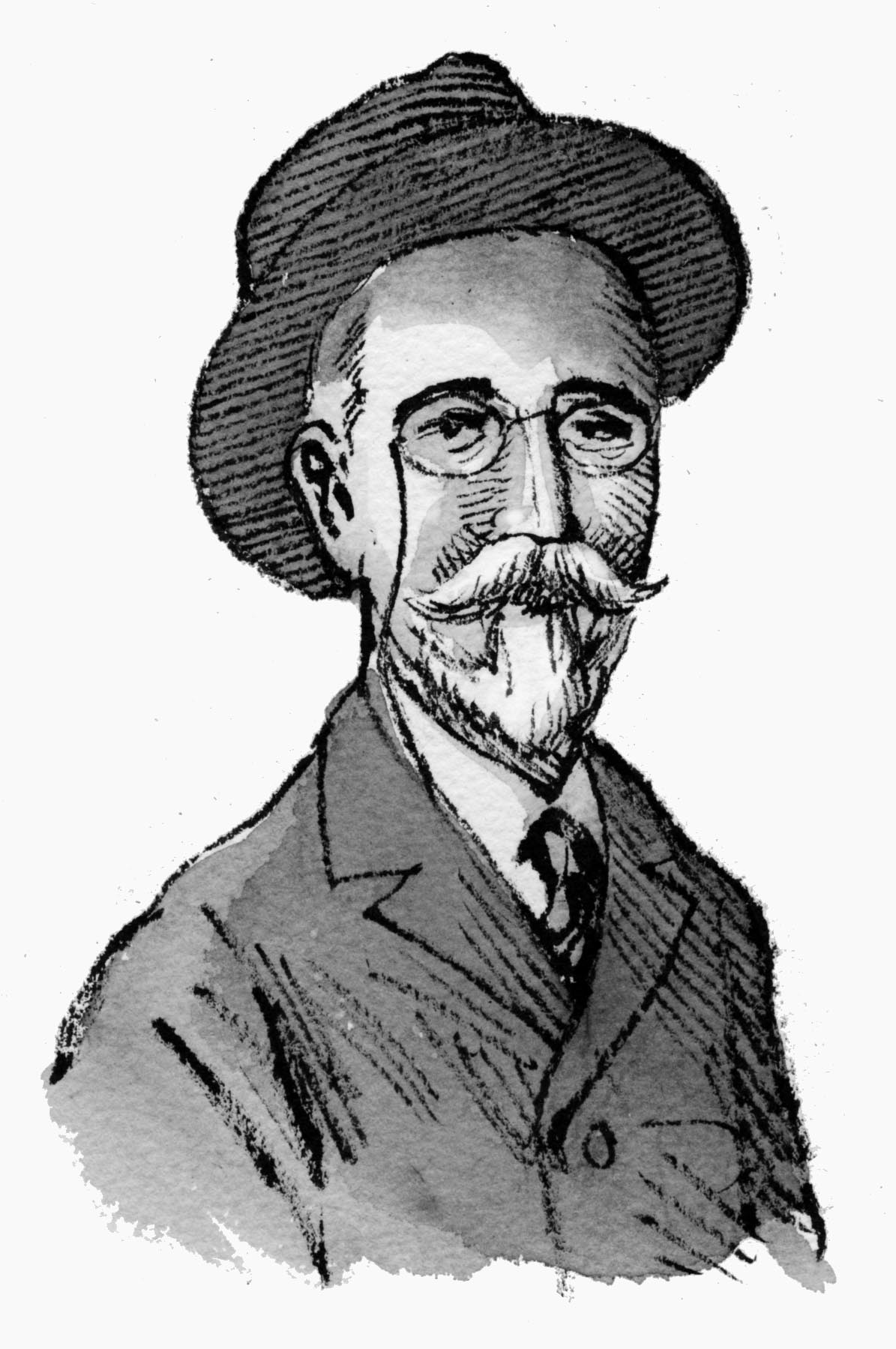
Aymar de Saint-Saud

Sous cette appellation, Henri Beraldi rassemble un groupe d'individus qui s'articule autour de sept érudits montagnards du milieu du XIXe siècle : Henry Russell, Alphonse Lequeutre, Paul Édouard Wallon, Franz Schrader, Maurice Gourdon, Aymar de Saint-Saud et Ferdinand Prudent. Comme ceux de la génération précédente, les membres de la Pléiade appartiennent au même univers social élitaire, mais son centre de gravité se déplace de l'aristocratie vers la bourgeoisie implantée dans les villes du quart sud-ouest de la France, de sorte que le pyrénéisme de la seconde moitié du XIXe siècle est davantage le fait d'une élite locale ou régionale. Alors qu'ils ne représentent que 2,2 % de la population française en 1866, les protestants sont surreprésentés au sein de cette élite bourgeoise intellectuelle et cultivée, à l'image du pasteur Émilien Frossard, du géographe Franz Schrader ou encore de l'ingénieur et homme politique Adrien Bayssellance. Les représentants de l'aristocratie, certes moins nombreux, continuent d'occuper une position influente et importent les pratiques de leur classe sur le terrain de la montagne, à l'image du comte Henry Russell qui donne des réceptions fastueuses à près de 3 000 m d'altitude dans les grottes qu'il fait aménager sur les flancs du Vignemale.
Plus encore que pour la génération précédente, la conquête des hauts sommets est une priorité pour les membres de la Pléiade qui font preuve de qualités physiques exceptionnelles : à ce titre, le palmarès d'Henry Russell est considérable, avec une trentaine de premières. Par ailleurs, les pyrénéistes de la Pléiade systématisent les randonnées itinérantes et n'hésitent pas à séjourner en altitude, voire à passer la nuit sur les sommets, de sorte que l'ascension d'un pic n'est parfois qu'un des épisodes d'un long parcours en altitude. Contrairement à leurs aînés, qui se concentraient sur les montagnes autour des grands sites thermaux, ils s'aventurent désormais dans des secteurs longtemps désertés comme les massifs ariégeois, les sierras aragonaises ou le massif des Posets.

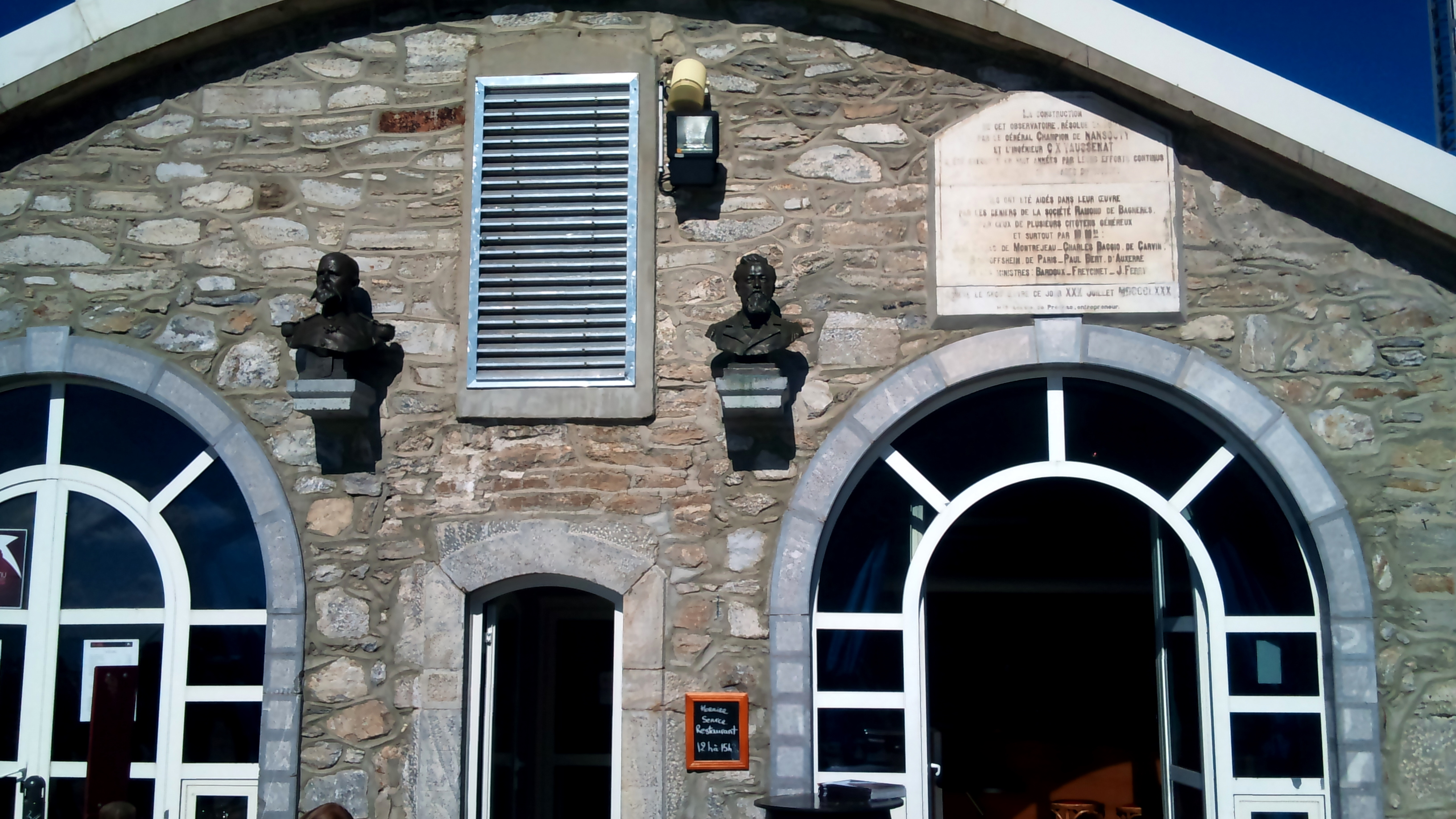
Stèle en hommage à Nansouty et Vaussenat au pic du Midi de Bigorre.

À l'exception de Russell, pour qui les courses en montagne sont davantage contemplatives, les ascensionnistes œuvrent dans un but scientifique. À titre d'exemples, Franz Schrader, inventeur de l'orographe, qui débrouille la cartographie de la chaîne, un travail également mené par Toussaint Lézat dans les montagnes du Luchonnais, Maurice Gourdon qui se passionne pour l'archéologie et l'étude des cromlechs du pla de Beret, Émile Belloc qui étudie l'hydrologie et les lacs pyrénéens, Émile Jeanbernat qui poursuit l'herborisation de la chaîne, ou encore le général de Nansouty et Célestin-Xavier Vaussenat qui se consacrent à la création de l'observatoire du pic du Midi de Bigorre.

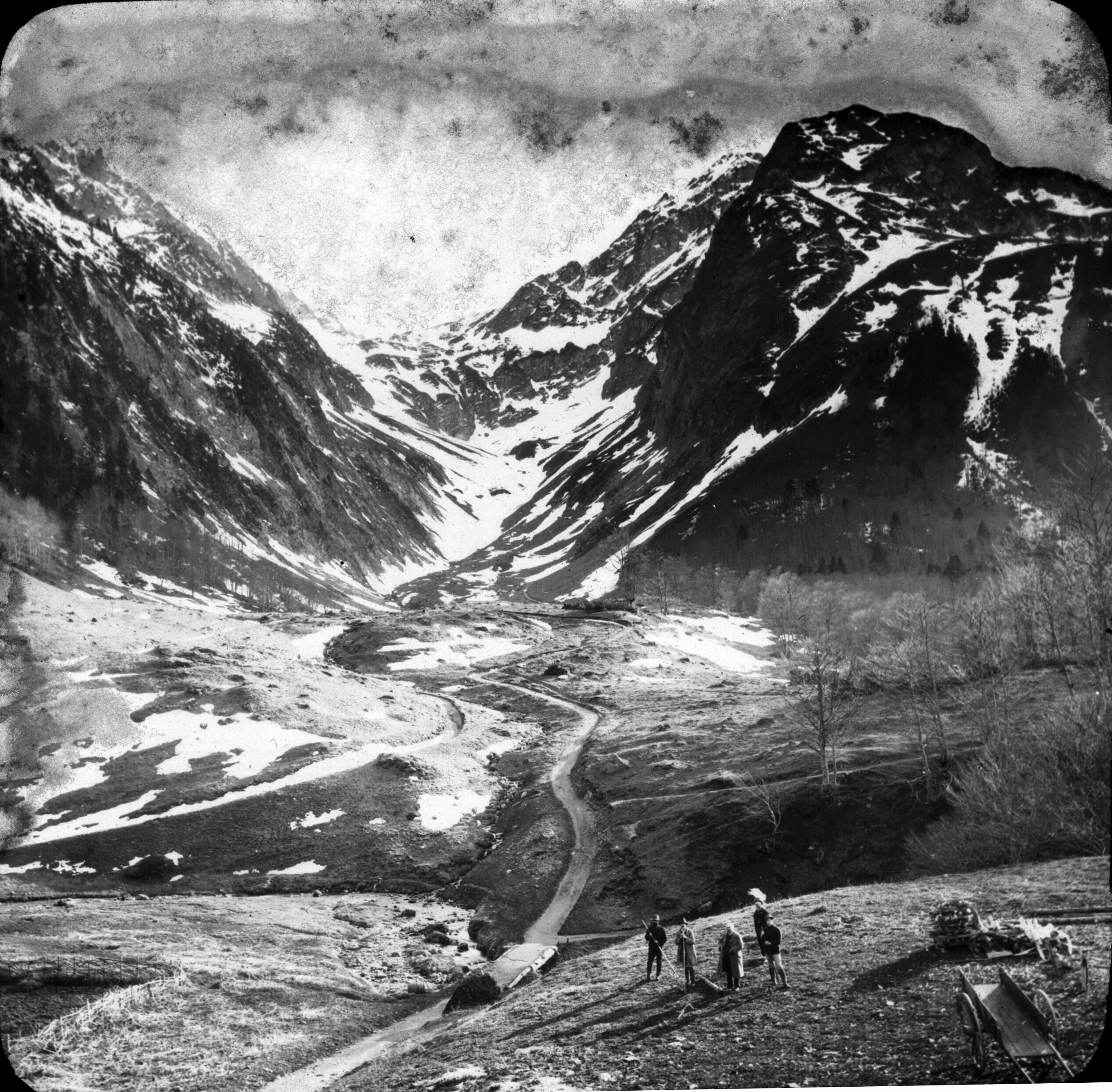
Le port de Venasque à Luchon en 1875.

Pour les pyrénéistes de la Pléiade, l'aventure montagnarde se double d'une aventure institutionnelle : fondée en 1864 sur le modèle de l'Alpine Club britannique, la société Ramond se propose de promouvoir l'étude scientifique de la chaîne sous tous ses aspects, et rassemble les principaux acteurs de la période. Elle constitue le premier pas vers la construction d'une mémoire collective, renforcée par la publication annuelle du bulletin de la société, qui fait figure « d'organe officiel et d'espace de communication du groupe ». Les pyrénéistes s'impliquent aussi fortement dans le développement du Club alpin français, fondé en 1874, de sorte que près de 25 % des articles de l'Annuaire du club sont consacrés à la chaîne sur la période allant de 1875 à 1885. Les premières sections pyrénéennes du CAF sont créées en 1876, et Franz Schrader assure la présidence du club de 1901 à 1904. Les récits d'ascension constituent la plus large part des articles publiés par les pyrénéistes, au point que certains d'entre eux, comme Henry Russell, en édite une compilation, mais le partage s'effectue également par la rédaction de guides touristiques.
Paradoxalement, les publications pyrénéistes entraînent une plus grande fréquentation du massif ainsi qu'une plus grande connaissance de sa géographie. Dans le même temps, l'exploration systématique de la chaîne réduit le nombre de sommets à défricher, de sorte que le centre de l'excellence pyrénéiste se déplace petit à petit vers d'autres critères. La première ascension du Vignemale par le couloir de Gaube, exécutée le 7 août 1889 par Henri Brulle, Jean Bazillac, Roger de Monts et leurs guides Célestin Passet et François Bernat-Salles, marque un pas essentiel dans l'avènement du pyrénéisme de difficulté. Selon Étienne Bordes, cette formule permet « de maintenir un écart symbolique entre le commun des touristes […] et les membres de l'élite ascensionniste ».

### De nouveaux usages (des années 1880 au début duXXesiècle)

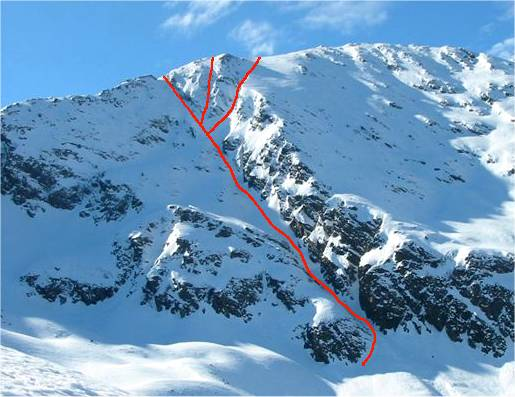
Les voies d'accès au sommet de la pique d'Endron par le créneau d'Endron.

À la fin du XIXe siècle, dans la mesure où l'engagement physique et la difficulté technique des voies empruntées deviennent les nouvelles normes de l'excellence alpinistique, les grands ascensionnistes se détournent progressivement de la chaîne au profit des Alpes mais aussi des massifs extra-européens comme la Cordillère des Andes. Les Pyrénées perdent leur spécificité et deviennent un terrain de jeu parmi d'autres : des hommes comme Henri Brulle, Jean Bazillac ou René d'Astorg accomplissent, outre leurs expéditions pyrénéennes, nombre de leurs exploits dans les Alpes. Dans le même temps, les réformes de l'enseignement supérieur impulsées par Victor Duruy et Louis Liard institutionnalisent la recherche scientifique au sein des universités, de sorte qu'elle n'est plus accessible aux « dilettantes » que pouvaient être les grandes figures de la Pléiade. Rares sont donc les pyrénéistes de la fin du XIXe siècle qui font état d'activités et de publications scientifiques, à l'exception du géographe Maurice Heïd, du cartographe Aymar de Saint-Saud, ou encore de l'abbé Ludovic Gaurier, qui poursuit l'étude des lacs et des gouffres pyrénéens. Comme le souligne Étienne Bordes, « les écrits de pyrénéistes de la période rompent avec le genre héroïque du récit d'aventure très présent dans la génération précédente : le compte rendu se fait plus spécifique, plus technique ». L'expérience montagnarde tend à se rapprocher des seuls critères physiques, et rares sont ceux qui se distinguent plus par leurs exploits que par leurs écrits, à l'image du mémorialiste Henri Beraldi.
La fin du XIXe siècle est donc marquée par une plus grande fascination pour les voies et les sommets les plus inaccessibles, cependant que la pratique hivernale des ascensions se systématise. Le ski alpinisme se développe sous l'impulsion de Louis Robach et Louis Falisse, qui réalisent le 4 avril 1904 la première ascension à ski de l'Aneto avec Maurice Heïd. D'autres pyrénéistes comme Margalide et Louis Le Bondidier favorisent le développement de cette pratique et, sous l'action de ces pionniers, d'élus locaux et du Touring club de France, de premiers aménagements permanents sont effectués : les stations de Superbagnères et de Font-Romeu voient le jour entre 1912 et 1913.

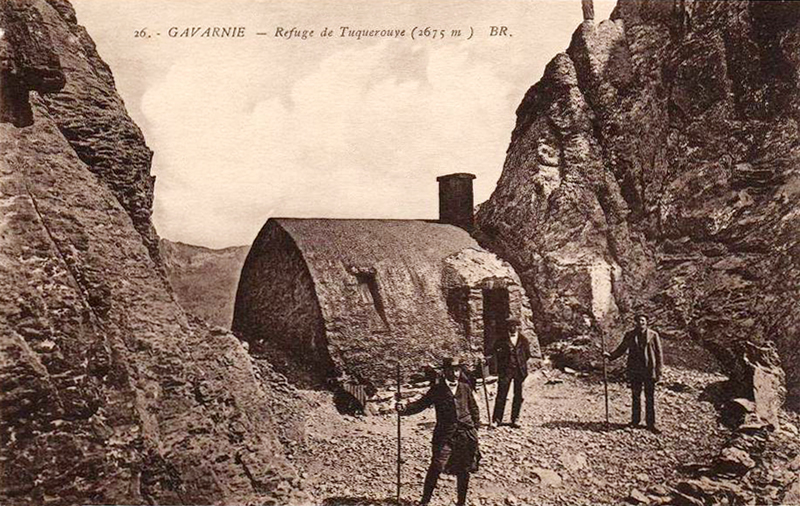
Le refuge de Tuquerouye au début du XXe siècle.

Dans le même temps, dans le sillage des longs séjours en altitude vantés par Henry Russell, l'itinérance se développe et plusieurs pyrénéistes effectue des traversées intégrales de la chaîne, comme l'écrivain britannique Harold Spender ou le député haut-garonnais Jean Bepmale. Les frères Cadier entreprennent un enchaînement inédit des 3 000 pyrénéens lors des étés 1902 et 1903. Sous l'impulsion du Club alpin français, des lieux d'accueil sont aménagés comme le refuge de Tuquerouye, conçu par Léonce Lourde-Rocheblave et inauguré en 1890, le refuge Packe en 1895 ou le refuge Baysselance en 1899.

### Pyrénéisme catalan

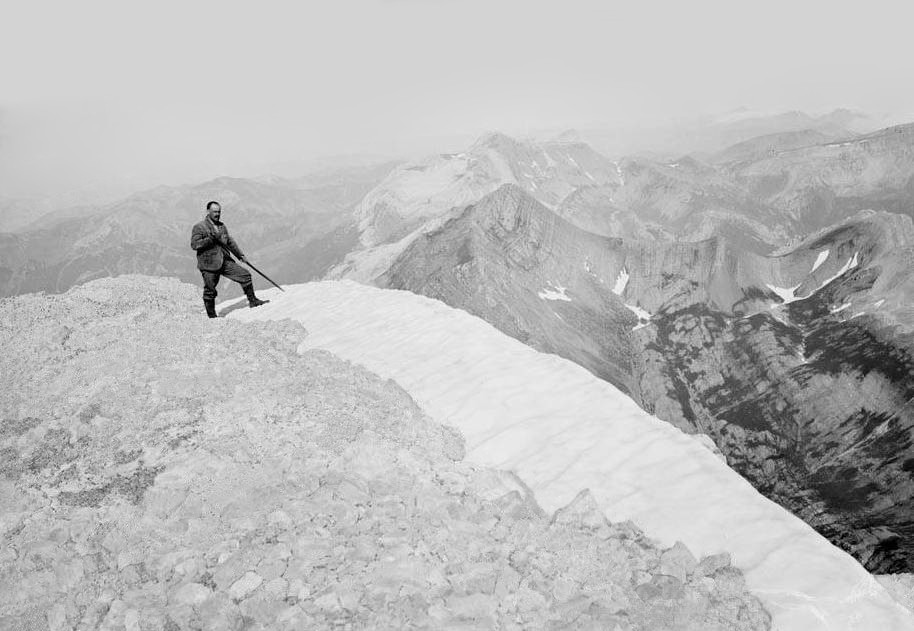
Juli Soler i Santaló au sommet du Bisaurín en 1910.

Si elle demeure principalement bourgeoise, la troisième génération de pyrénéistes est constituée majoritairement de riverains immédiats de la chaîne. L'un des faits marquants de la période est l'apparition d'un grand nombre d'Espagnols dans le cercle fermé des pyrénéistes. Jusqu'alors, la notion de pyrénéisme est presque exclusivement française, du fait du relatif enclavement des hautes vallées espagnoles qui les rendent peu accessibles aux habitants du piémont méridional. Les aménagements touristiques y sont rares, le chemin de fer ne s'y aventure pas et les grandes voies carrossables ne sont ouvertes que dans les années 1910-1920.
Mais à la fin des années 1870, le pyrénéisme espagnol prend son envol dans le sillage de la Renaixença catalane, porté par une élite jeune et cultivée, plutôt d'extraction bourgeoise et barcelonaise. Plusieurs d'entre eux, comme le poète Jacint Verdaguer, l'ingénieur et photographe Juli Soler i Santaló ou le folkloriste Ramón Arabía y Solanas (es), se lancent à la découverte des hautes vallées pyrénéennes afin de faire mieux connaître le patrimoine architectural, linguistique, culturel et naturel de la nation catalane : « la renaissance de la nation passe par une redécouverte de ses racines, fantasmées dans ce conservatoire d'une identité catalane originelle, d'un État de nature patriotique qui aurait résisté dans des hautes vallées abritées par l'éloignement et l'altitude des brassages méditerranéens ou des invasions majeures ». Le Centre Excursionista de Catalunya, fondé en 1891, regroupe ces ascensionnistes catalans et se dote rapidement, comme au nord de la chaîne, d'une branche sportive tournée vers le pyrénéisme de difficulté. Il contribue également au perfectionnement de la cartographie des Pyrénées espagnoles et à l'aménagement des premiers refuges comme celui de la Rencluse au pied du massif de la Maladeta en 1916.

### LeXXesiècle: les Pyrénées après les pyrénéistes

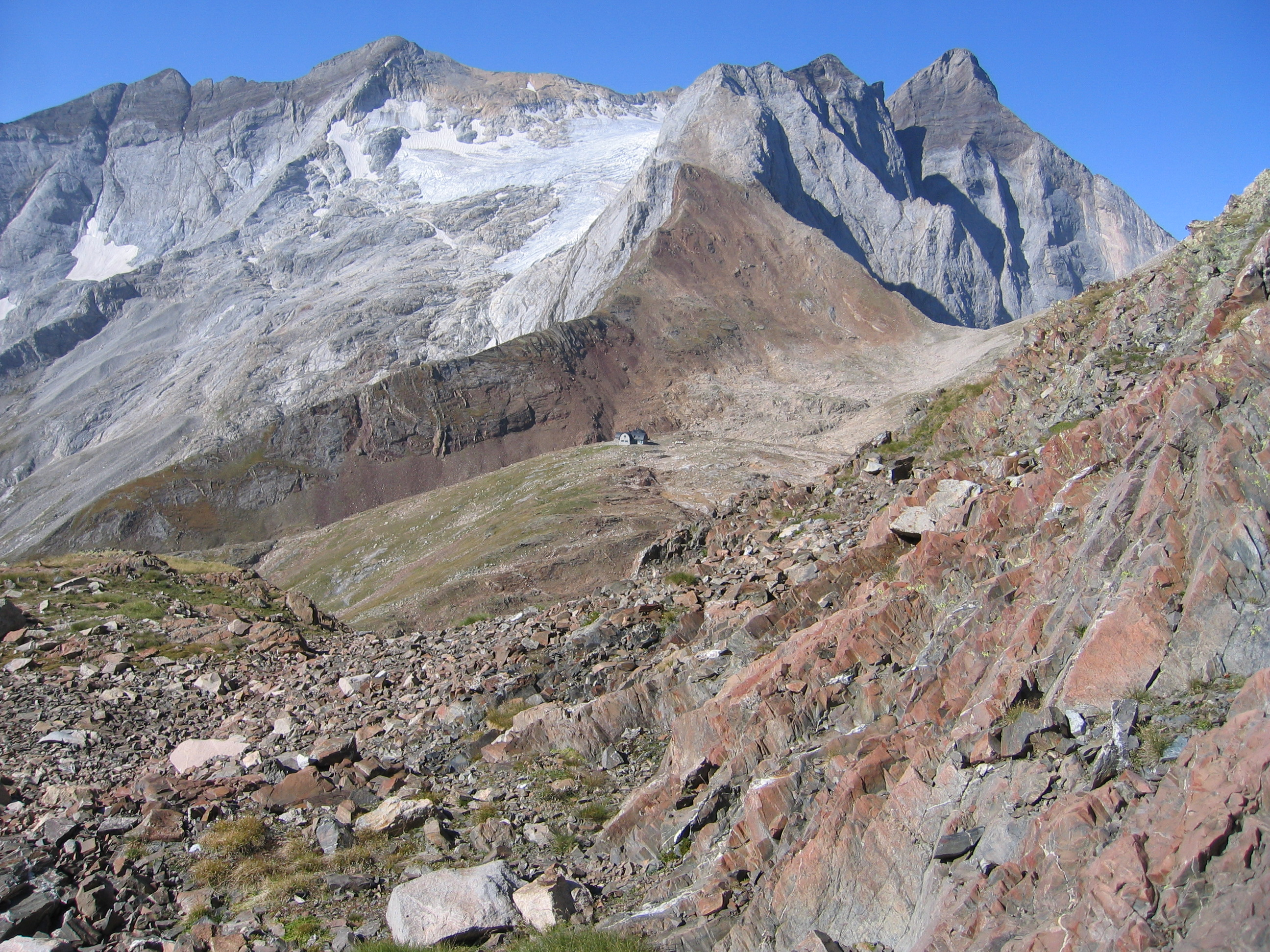
Le refuge Bayssellance (au centre) et le massif du Vignemale en 2007.

Le XXe siècle s'ouvre sur une démocratisation croissante des sommets pyrénéens. Par la publication de leurs récits, leur œuvre cartographique ou l'aménagement de refuges, les pyrénéistes « ont participé à la mise en tourisme de l'espace pyrénéen » qui est désormais accessible au plus grand nombre. Les pratiquants de la montagne pyrénéenne ne revendiquent plus leur spécificité mais évoluent « dans un espace national et international de l'alpinisme alors en pleine extension et complexification ». Deux grandes figures nées dans les dernières années du XIXe siècle, Jean Arlaud et Raymond d'Espouy, poursuivent l'œuvre de démocratisation tout en restant fidèles à l'éthique des grands pyrénéistes : ils fondent le « Groupe des jeunes », qui permet d'élargir la base sociale des ascensionnistes.

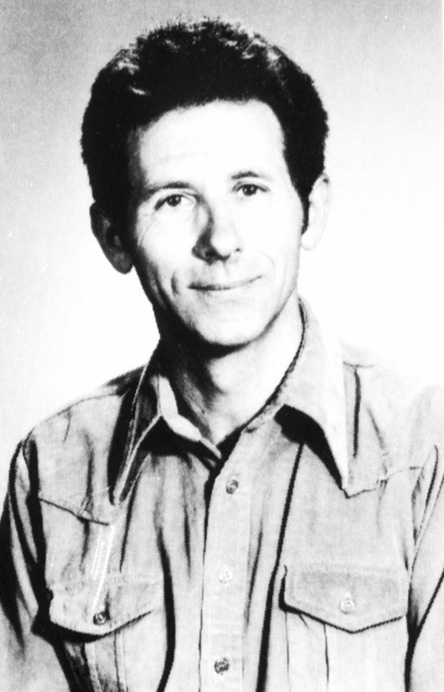
Georges Véron, inventeur de la HRP.

Plusieurs figures de l'alpinisme au XXe siècle sont originaires des Pyrénées, comme Robert Ollivier, un des premiers guides diplômés d'État en 1938, fondateur du Groupe pyrénéiste de haute montagne (GPHM) en compagnie des frères Jean et Pierre Ravier, ou encore Louis Audoubert. Malgré le nom du GPHM et le fait qu'il ait été fondé dans un lieu symbolique du pyrénéisme (l'hôtel des Voyageurs à Gavarnie), ils ne peuvent être considérés comme pyrénéistes dans la mesure où leurs exploits s'étendent sur les différents massifs de la planète : pour l'historien Étienne Bordes, « il n'est plus sans doute vraiment question de pyrénéistes mais de pyrénéens, formés et débutant dans le massif avant de partir ailleurs gagner l'excellence ». Les frères Ravier contribuent cependant à la connaissance de la chaîne et ouvrent de nombreuses voies expertes en réalisant des premières ascensions au cours des années 1950 et 1960, comme la face Nord classique du piton Carré dans le massif du Vignemale, également appelée « voie Ravier », en 1954, ou la traversée hivernale des trois arêtes du Balaïtous.
L'émergence de la randonnée itinérante sur la chaîne pyrénéenne découle elle aussi du pyrénéisme : le sentier de grande randonnée GR 10 est aménagé principalement dans les années 1960 et la Haute randonnée pyrénéenne, itinéraire de haute montagne non balisé, est créée en 1968 par Georges Véron, Jean-Pierre Neau et Claude Major.

## Héritage et postérité

### Mémoire pyrénéiste

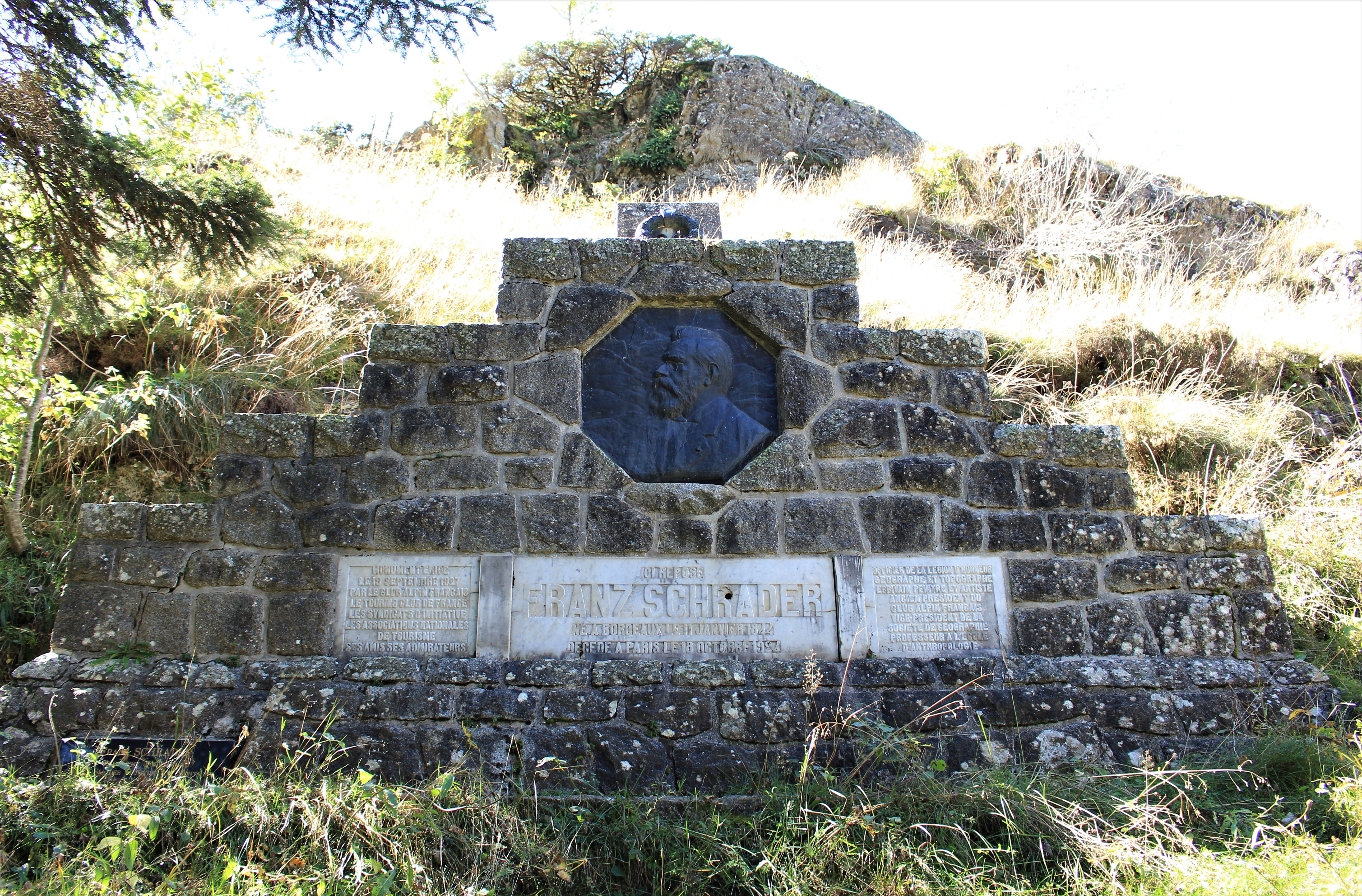
Tombeau de Franz Schrader à Gavarnie.

Entre 1898 et 1904, Henri Beraldi, haut fonctionnaire parisien, bibliophile et amoureux des Pyrénées qu'il fréquente presque chaque été à Bagnères-de-Luchon, entreprend la rédaction de Cent ans aux Pyrénées, un ouvrage qui constitue une compilation normative de l'élite pyrénéiste. Cette œuvre s'inscrit dans un mouvement de nostalgie romantique qui fait du retour à la nature une fuite « face à l'intégration urbaine ou étatique », selon l'expression de l'historien Étienne Bordes. En d'autres termes, face à la diversification des pratiques de la montagne, son ouverture sociale et l'augmentation du nombre de ses pratiquants, Cent ans aux Pyrénées porte la nostalgie d'un âge d'or disparu, le regret pour son auteur d'une époque « où les Pyrénées n'étaient que le terrain de jeu des gens de sa classe ».

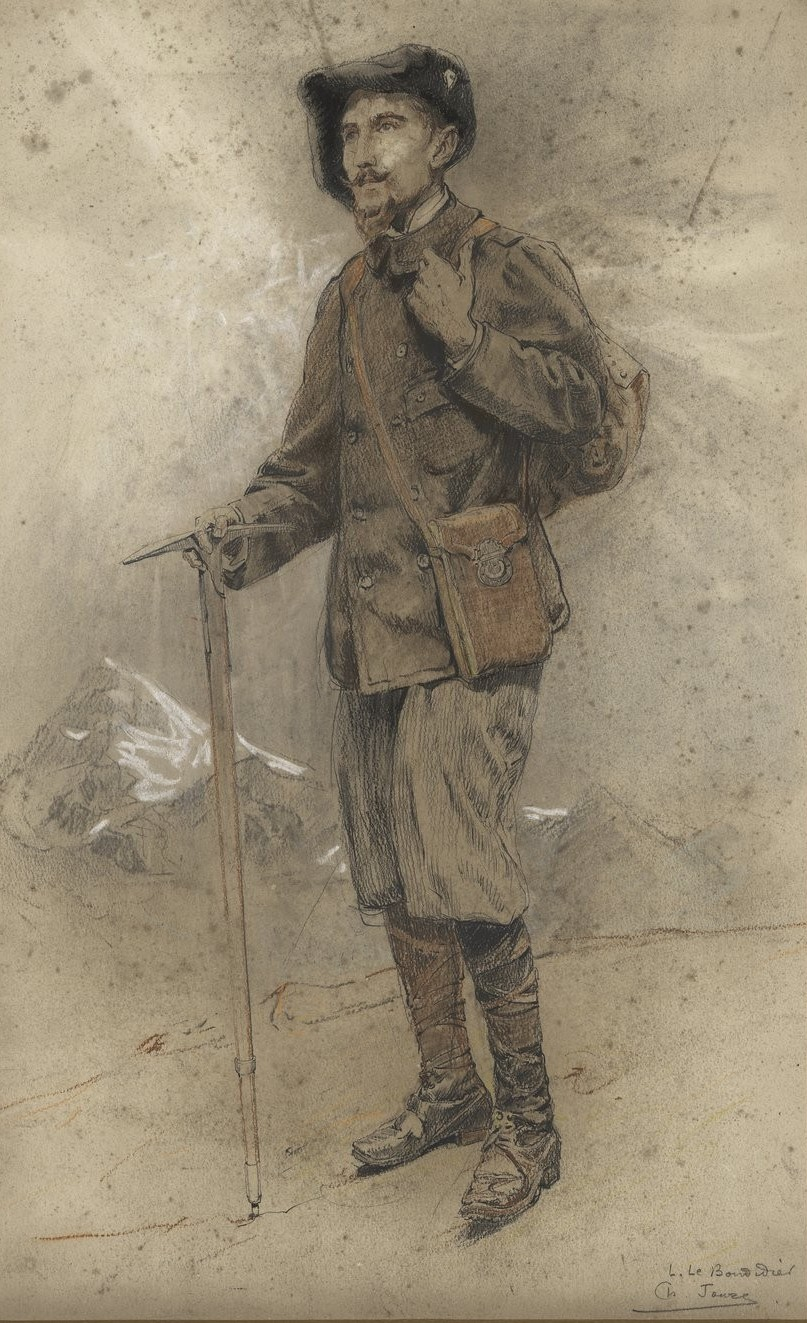
Portrait de Louis Le Bondidier par Charles Jouas.

Jusqu'à la fin de sa vie, Henri Beraldi poursuit son combat pour la promotion du pyrénéisme. Il est rejoint après la Première Guerre mondiale par Louis Le Bondidier, qui fonde le Musée pyrénéen de Lourdes en 1921. De fait, les Pyrénées recèlent de nombreux lieux de mémoire du pyrénéisme, qu'il s'agisse de sépultures, de statues ou de plaques commémoratives. Dès 1911, une statue en bronze à l'effigie d'Henry Russell, réalisée par le sculpteur bordelais Gaston Leroux, est érigée à l'entrée de Gavarnie. Dans ce même village, sous l'impulsion de Louis Le Bondidier, un carré pyrénéiste est aménagé au cœur du cimetière qui fait face au cirque au cours des années 1920-1930. Il accueille notamment les sépultures de plusieurs grandes figures du mouvement comme Georges Ledormeur, Jean Arlaud ou Raymond d'Espouy, mais aussi celles des guides de la famille Passet et François Bernat-Salles. Au pied du cirque se trouve également le monument funéraire de Franz Schrader, au lieu-dit Turon de la Courade, où le géographe est inhumé le 19 septembre 1927, près de trois ans après sa mort.

Le soum de Ramond (à droite), dans le massif du Mont-Perdu.

La mémoire pyrénéiste est présente également dans la toponymie. L'attribution de noms de pyrénéistes à des sommets, en hommage rendu par leurs pairs, augmente fortement au cours du XIXe siècle : le soum de Ramond, le pic Brulle, le pic Schrader, le pic Russell, la pointe Ledormeur, le couloir de la Moskowa ou le refuge Bayssellance constituent une liste loin d'être exhaustive. Cet hommage répond également à une nécessité : au XIXe siècle, de nombreux sommets n'ont pas encore de noms particuliers, ce que déplorent certains géographes en quête d'une précision toujours plus pointue.
Les noms attribués par les pyrénéistes sont immédiatement reconnus par les clubs alpins et les cartes mais ils peuvent parfois entraîner des conflits. En 2020, le gouvernement aragonais rebaptise 61 sommets situés sur le territoire de sa communauté en leur redonnant des noms traditionnels ; cette décision unilatérale n'est pas reconnue par la France.

### Perception contemporaine
Le terme pyrénéisme donne encore lieu à de vifs débats aujourd'hui. Pour l’universitaire André Suchet, le pyrénéisme n’est qu’une réaction, « une intention identitaire forte contre l’emprise alpine ». D’après le géographe Arnauld De Sartre le pyrénéisme peut effectivement être vu comme une forme de chauvinisme, mais il est surtout un possibilisme. En effet, il décrit les pyrénéistes comme s’identifiant eux-mêmes à un groupe social depuis plus d’un siècle et établissant un rapport original, à la fois construit et hérité, au milieu naturel préservé qu’est la montagne. Il identifie le récit écrit comme étant la « véritable clef de voûte du pyrénéisme ».
Patrice de Bellefon, guide de haute montagne et auteur pyrénéiste, définit lui aussi le pyrénéisme en se plaçant en opposition à l’alpinisme. L’alpiniste évolue dans un monde minéral dont l’humain est absent, alors que le pyrénéiste intègre le vivant et le culturel. L’alpinisme serait donc basé sur un esprit de conquête, et le pyrénéisme sur celui de partage. De ce point de vue, l’originalité pyrénéiste existe dans un rapport particulier créé au milieu naturel par la médiation d’une culture issue du romantisme et des Lumières et qui continue à se développer aujourd'hui.

### Dans la culture
Le néologisme de Beraldi, vieux de plus de 100 ans, reste quasiment inconnu hors du cercle des montagnards pyrénéens. Cependant, une activité éditoriale intense et originale persiste avec plusieurs maisons d'éditions qui publient uniquement ou en partie des ouvrages dédiés au pyrénéisme : Milan Presse, Éditions Sud Ouest, les Éditions du Pin à Crochets, la Balaguère, les Éditions Cairn, etc. Plusieurs périodiques paraissent également dans cette veine : Pyrénées magazine, la Revue pyrénéenne ou encore les Feuilles du Pin à Crochets. Il existe de nombreux sites internet qui lui sont consacrés (plus de 100) et de nombreux montagnards de haut niveau sont issus de ses rangs. Connaître l'histoire du mouvement apparaît comme une condition indiscutable pour être un « pyrénéiste complet ». De fait, les reconstitutions historiques sont fréquentes dans la production éditoriale pyrénéiste et celles-ci sont devenues un standard dans l'introduction des topo-guides actuels.
En 2020, Manel Rocher Gonzalez, directeur du PyrenMuseu du val d'Aran, et Claude Molinier, guide de montagne, formalisent l'idée de présenter la candidature du pyrénéisme à l'inscription sur la liste du patrimoine culturel immatériel de l'humanité de l'Unesco (label obtenu par l'alpinisme en 2019),.

## Pyrénéistes et alpinistes pyrénéens célèbres
Cette liste non exhaustive comprend des pyrénéistes présents dans la base prosopographique réalisée par Étienne Bordes pour son ouvrage consacré à l'histoire du pyrénéisme, paru en 2024, et quelques grands montagnards pyrénéens du XXe siècle :
- Louis Ramond de Carbonnières (1755-1827), né à Strasbourg, considéré comme le père du pyrénéisme ;
- Vincent de Chausenque (1781-1868), né à Gontaud, naturaliste ;
- Anne Lister (1791-1840), née à Halifax, femme de lettres, première touriste à atteindre le sommet du Vignemale ;
- Pierrine Gaston-Sacaze (1797-1893), botaniste, auteur d'un monumental herbier des Pyrénées ;
- Émilien Frossard (1802-1881), pasteur, naturaliste, membre fondateur de la société Ramond ;
- Charles de Nansouty (1815-1895), né à Dijon, créateur de l'observatoire du pic du Midi de Bigorre ;
- Paul Edouard Wallon (1821-1895), né à Montauban, géodésien ;
- Charles Packe (1826-1896) né en Angleterre, écrivain et botaniste ;
- Adrien Bayssellance (1829-1907), maire de Bordeaux ;
- Alfred Tonnellé (1831-1858), né à Tours, écrivain ;
- Henry Russell (1834-1909), né à Toulouse, écrivain voyageur et auteur de nombreuses premières ;
- Eugène Trutat (1840-1910), né à Vernon, photographe ;
- Franz Schrader, (1844-1924), né à Bordeaux, cartographe ;
- Léonce Lourde-Rocheblave (1847-1898), né à Orthez, créateur du premier refuge pyrénéen à la brèche de Tuquerouye ;
- Félix Régnault (1847-1908), né à Toulouse, spéléologue ;
- Maurice Gourdon, (1847-1941), né à Nantes, photographe ;
- Henri Brulle (1854-1936), né à Libourne, considéré comme le fondateur du pyrénéisme de difficulté ;
- Henri Beraldi (1849-1931), né à Paris, écrivain et inventeur du terme pyrénéisme ;
- Aymar de Saint-Saud (1853-1951), né à Bordeaux, cartographe ;
- René d'Astorg (1860-1940), né à Pau, pyrénéiste de difficulté ;
- Juli Soler i Santaló (1865-1914), né à Barcelone, ingénieur et photographe ;
- Georges Ledormeur (1867-1952), né à Rouen, auteur du Guide Ledormeur : Les Pyrénées Centrales du Val d'Aran à la Vallée d'Aspe ;
- les frères Cadier, George, Henri, Albert, Édouard et Charles, originaires de Osse-en-Aspe, qui gravissent en 1902 et 1903 tous les sommets de plus 3 000 m ;
- Jean Fourcassié (1886-1955), né à Albi, écrivain ;
- Lluís Estasen i Pla (1890-1947), né à Barcelone, fondateur du pyrénéisme de difficulté et du ski-alpinisme en Espagne ;
- Henri Lefebvre (1901-1991), né à Hagetmau, géographe et philosophe ;
- Joseph Ribas (1931-2025), né à Saint-Laurent-de-la-Salanque, écrivain ;
- Georges Véron (1933-2005), né à Parigné-l'Évêque, inventeur de la Haute randonnée pyrénéenne ;
- Jean (1933-2022) et Pierre Ravier (1933-), alpinistes ;
- Louis Audoubert (1935-), né à Cazères, grimpeur, photographe et écrivain.

Pyrénéistes célèbres.
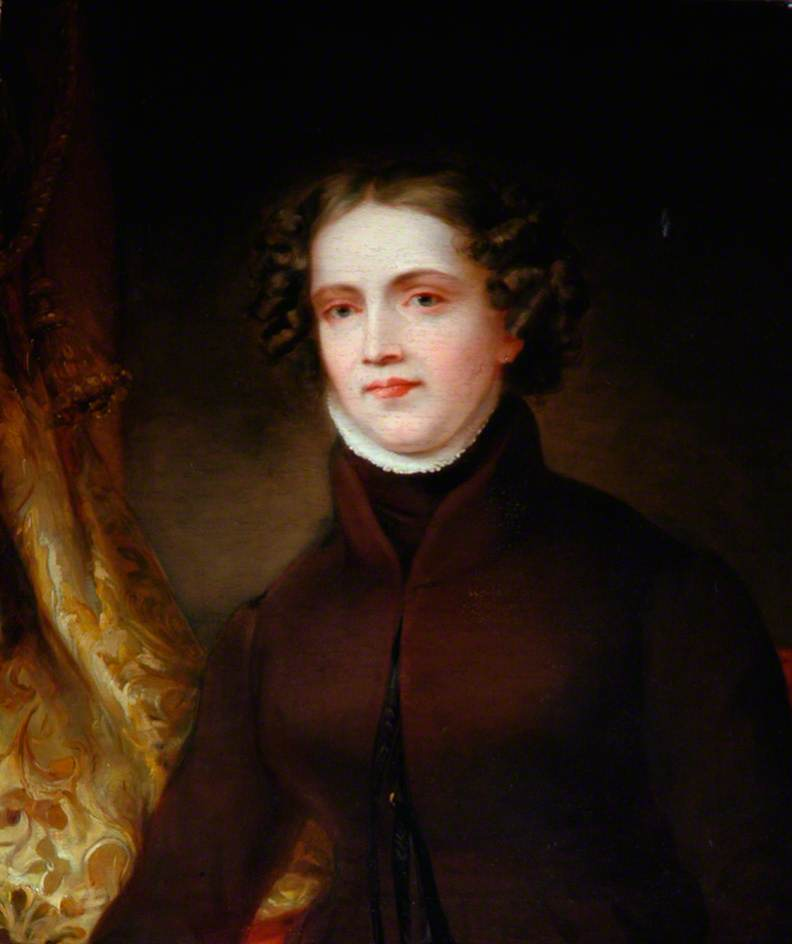
Anne Lister.
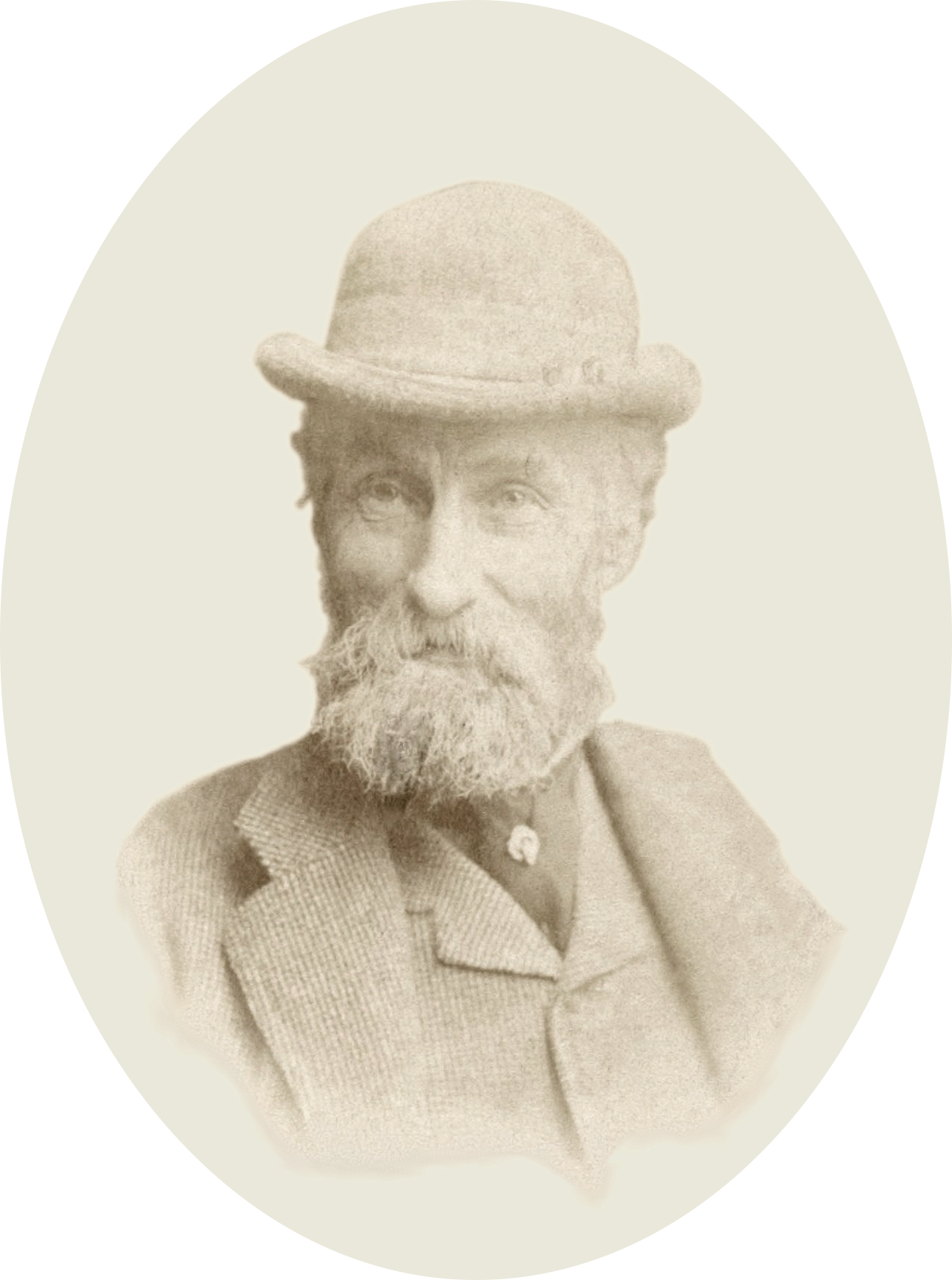
Charles Packe.
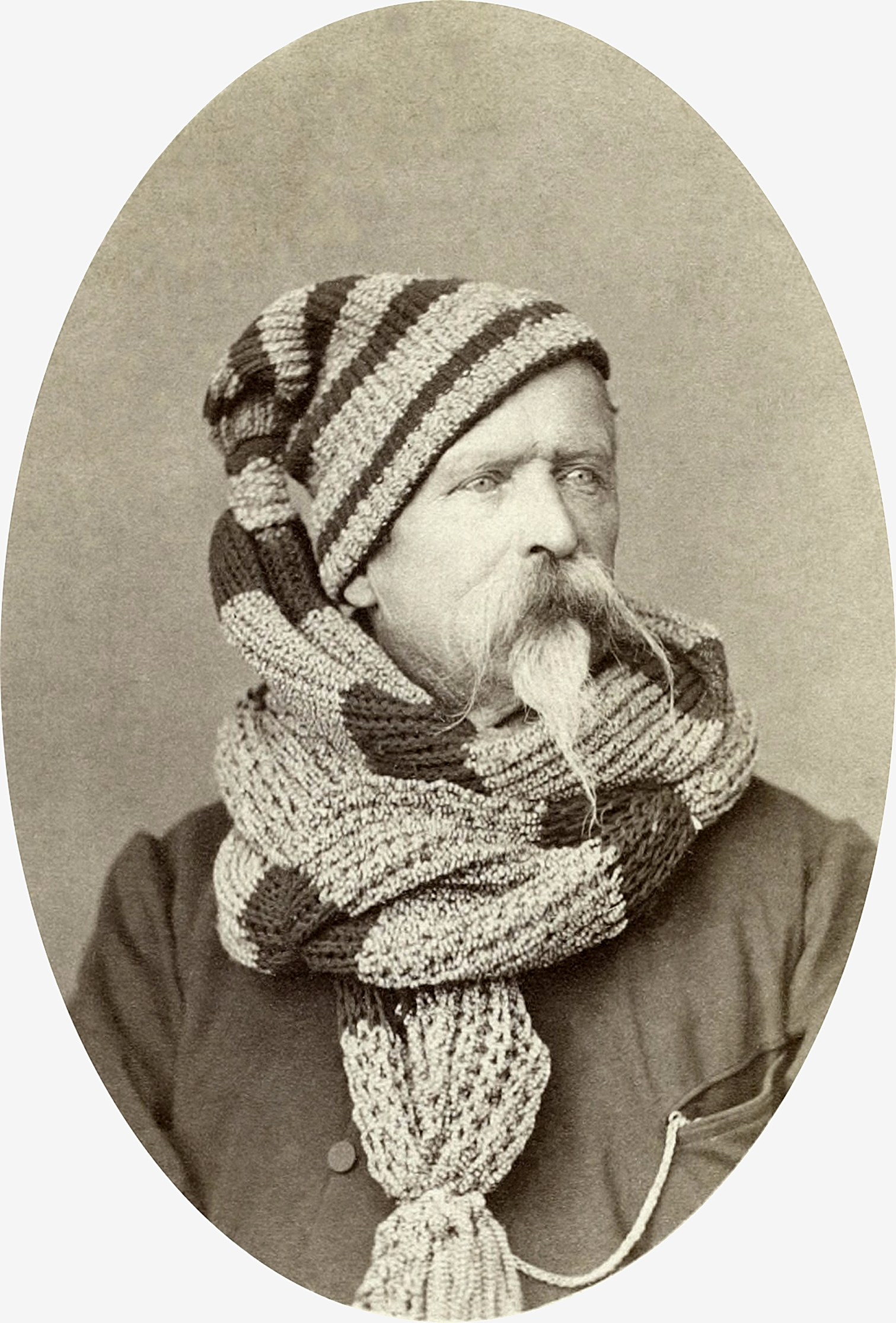
Champion de Nansouty.
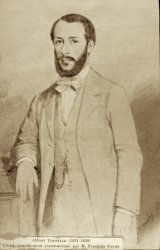
Alfred Tonnellé.
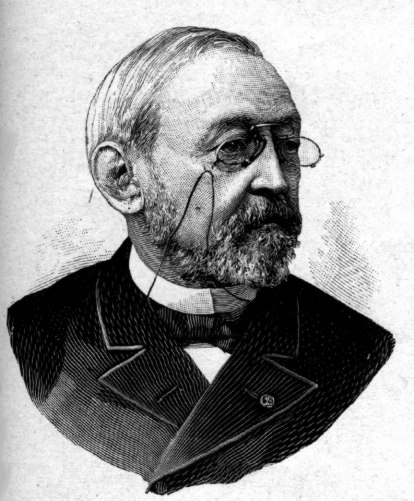
Adrien Bayssellance.

### Vidéographie
- Pyrénéistes, documentaire écrit et réalisé par Jean-Michel Jorda, JPL Productions-viàOccitanie, France, 2020, 52 minutes. [voir en ligne]
- Pyrénéisme d'hier et d'aujourd'hui, documentaire écrit et réalisé par Laurence Fleury, Pixel Pyrénées, France, 2020, 55 minutes. [voir en ligne]
- Pirineístas, mujeres y montañas, documentaire écrit et réalisé par María Isabel Díaz Novo, prod. Jean-Michel Jorda, Espagne, 2022, 52 minutes. [voir en ligne]